# Cabeza del Buey (kommunhuvudort)
Cabeza del Buey är en kommunhuvudort i Spanien.   Den ligger i provinsen Provincia de Badajoz och regionen Extremadura, i den centrala delen av landet, 230 km sydväst om huvudstaden Madrid. Cabeza del Buey ligger 531 meter över havet och antalet invånare är 5 590.
Terrängen runt Cabeza del Buey är kuperad åt sydost, men åt nordväst är den platt. Runt Cabeza del Buey är det glesbefolkat, med 9 invånare per kvadratkilometer. Cabeza del Buey är det största samhället i trakten. Trakten runt Cabeza del Buey består i huvudsak av gräsmarker.